# Zeilen op de Olympische Zomerspelen 2024 – 470 gemengd
De 470 gemengd op de Olympische Zomerspelen 2024 vond plaats van 2 tot en met 7 augustus 2024. 
In 1976 debuteerde de 470 als een boot zonder eisen aan het geslacht van de zeilers. Deze regel gold tot en 1984. Van de 140 zeilers in deze drie edities waren er slechts 2 vrouw. Vanaf 1988 tot en met 2020 werd de 470 georganiseerd voor zowel vrouwen als mannen. Dit was de eerste editie waar een gemengde bemanning verplicht was.

## Opzet
De competitie werd verdeeld in negen ronden. Punten werden gegeven na elke race; de winnaar scoort 1 punt, de tweede plaats scoort 2 punten, enz. 
Als een zeiler gediskwalificeerd werd of niet had gefinisht, dan werd er 1 plus het aantal deelnemers aan punten gegeven, in dit geval was dat 20 punten. Het slechtste resultaat van de eerste 8 races werd weggestreept. De negende ronde, ook wel de medalrace genoemd, werd gehouden voor de top 10 van de eerste acht races. In deze ronde werden de punten verdubbeld.

## Planning
| Datum           | Race             |
| --------------- | ---------------- |
| 2 augustus 2024 | Race 1 en 2      |
| 3 augustus 2024 | Race 3 en 4      |
| 4 augustus 2024 | Race 5 en 6      |
| 5 augustus 2024 | races uitgesteld |
| 6 augustus 2024 | Race 7 en 8      |
| 7 augustus 2024 | race uitgesteld  |
| 8 augustus 2024 | Medalrace        |

## Resultaten[1]
| Rang   | Land                              | Sporter          | Race   | Race   | Race   | Race   | Race | Race   | Race | Race   | Race | Punten | Punten |
| Rang   | Land                              | Sporter          | 1      | 2      | 3      | 4      | 5    | 6      | 7    | 8      | M    | Tot    | Net    |
| ------ | --------------------------------- | ---------------- | ------ | ------ | ------ | ------ | ---- | ------ | ---- | ------ | ---- | ------ | ------ |
| Goud   | Lara Vadlau Lukas Mähr            | Oostenrijk       | 20 BFD | 5      | 3      | 1      | 7    | 1      | 5    | 2      | 14   | 58     | 38     |
| Zilver | Keiju Okada Miho Yoshioka         | Japan            | 1      | 2      | 2      | 6      | 14†  | 12     | 9    | 3      | 6    | 55     | 41     |
| Brons  | Anton Dahlberg Lovisa Karlsson    | Zweden           | 7      | 14     | 1      | 2      | 1    | 13     | 11   | 4      | 8    | 61     | 47     |
| 4      | Jordi Xammar Nora Brugman         | Spanje           | 5      | 6      | 5      | 3      | 6    | 3      | 3    | 6      | 18   | 55     | 49     |
| 5      | Diogo Costa Carolina João         | Portugal         | 20 BFD | 3      | 16     | 14     | 2    | 4      | 2    | 8      | 4    | 73     | 53     |
| 6      | Camille Lecointre Jérémie Mion    | Frankrijk        | 11     | 10     | 13     | 4      | 5    | 5      | 6    | 13     | 2    | 69     | 56     |
| 7      | Nitai Hasson Noa Lasry            | Israël           | 10     | 7      | 18     | 9      | 8    | 2      | 7    | 14     | 10   | 85     | 67     |
| 8      | Yves Mermod Maja Siegenthaler     | Zwitserland      | 20 BFD | 1      | 14     | 16     | 4    | 7      | 1    | 9      | 16   | 88     | 68     |
| 9      | Nia Jerwood Conor Nicholas        | Australië        | 6      | 20 UFD | 7      | 7      | 3    | 16     | 8    | 15     | 12   | 94     | 74     |
| 10     | Henrique Haddad Isabel Swan       | Brazilië         | 12     | 12     | 10     | 12     | 9    | 8      | 13   | 1      | 20   | 97     | 84     |
| 11     | Vita Heathcote Chris Grube        | Groot-Brittannië | 2      | 16     | 8      | 5      | 12   | 20 UFD | 15   | 7      | -    | 85     | 65     |
| 12     | Ariadne Spanaki Odysseas Spanakis | Griekenland      | 13     | 11     | 6      | 17     | 13   | 11 DPI | 4    | 10     | -    | 85     | 68     |
| 13     | Stu McNay Lara Dallman-Weiss      | Verenigde Staten | 9      | 17     | 4      | 13     | 11   | 6      | 18   | 12     | -    | 90     | 72     |
| 14     | Simon Diesch Anna Markfort        | Duitsland        | 8      | 4      | 9      | 10     | 16   | 9      | 19   | 20 RET | -    | 95     | 75     |
| 15     | Elena Berta Bruno Festo           | Italië           | 3      | 13     | 12     | 15     | 10   | 20 DNF | 12   | 11     | -    | 96     | 76     |
| 16     | Deniz Çınar Lara Nalbantoğlu      | Turkije          | 14     | 9      | 15     | 8      | 18   | 11     | 14   | 5      | -    | 94     | 76     |
| 17     | Zangjun Xu Yixiao Lv              | China            | 4      | 15     | 11     | 11     | 15   | 14     | 16   | 16     | -    | 102    | 86     |
| 18     | Tina Mrak Jakob Božič             | Slovenië         | 15     | 8      | 17     | 18     | 17   | 15     | 10   | 17     | -    | 117    | 99     |
| 19     | Matias Montinho Manuela Paulo     | Angola           | 16     | 18     | 20 DNS | 20 DNC | 19   | 18 DPI | 17   | 18     | -    | 146    | 126    |

Afkortingen:
- OCS – Start aan verkeerde kant van de startlijn
- DSQ, BFD, DGM, DNE – Gediskwalificeerd
- DNF – Niet gefinisht
- DNS – Niet gestart
- DPI – Straf opgelopen
- RDG – Schadeloos gesteld
- UFD – "U"vlag diskwalificatie